# Bobbi Jene
Bobbi Jene er en dansk dokumentarfilm fra 2017 instrueret af Elvira Lind.

## Medvirkende
- Bobbi Jene Smith